# Kommagena

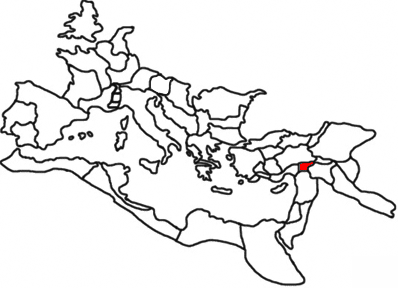
Położenie Kommageny jako prowincji Imperium Rzymskiego, 120 n.e.

Kommagena (starogr. Kομμαγηνη Kommagēnē) – w starożytności kraina w północnej Syrii, na pograniczu z Azją Mniejszą, między Cylicją, Kapadocją a Eufratem, w granicach państwa Achemenidów. Najważniejsze miasto: Samsat (starożytne Samosata). Po raz pierwszy wzmiankowana w asyryjskich tekstach jako Kummuhu.
Początkowo sojusznik Asyrii, w 708 roku p.n.e. została przez asyryjskiego króla Sargona II zaanektowana.
W 333 roku p.n.e. podbił ją Aleksander Wielki, Po walkach diadochów pozostawała w syryjskiej monarchii Seleucydów. Wykorzystując powolną dezintegrację seleucydzkiego państwa, w 163 roku p.n.e. odzyskała niepodległość, a władzę objął dotychczasowy gubernator, Ptolemeusz, prawdopodobnie syn Kserksesa, króla Armenii. Mimo że spokrewniony był z królami Partii, jego wnuk Mitrydates I Kallinikos (ok. 100-70 p.n.e.), poddał się wpływom kultury hellenistycznej i wziął ślub z księżniczką syryjską Laodiką, córką króla państwa Seleucydów Antiocha VIII Epifanesa Filometora Kallinikosa (Gryposa) i jego pierwszej żony Tryfajny, córki Ptolemeusza VIII Euergetesa, króla Egiptu. Wszedł tym samym w pokrewieństwo z Aleksandrem Wielkim i władcami Persji.
Ich syn, Antioch I Theos Dikajos Epifanes Filoromajos Filhellen (ok. 70–36 p.n.e.), wsparł Pompejusza w wojnie przeciw Partii, za co wynagrodzony został udziałem w terytorialnych zdobyczach. Następnie odparł ataki Marka Antoniusza, a po pewnym czasie stał się jego sojusznikiem w wojnie domowej przeciwko Oktawianowi – porażka w niej zepchnęła Kommagenę do roli rzymskiego protektoratu.

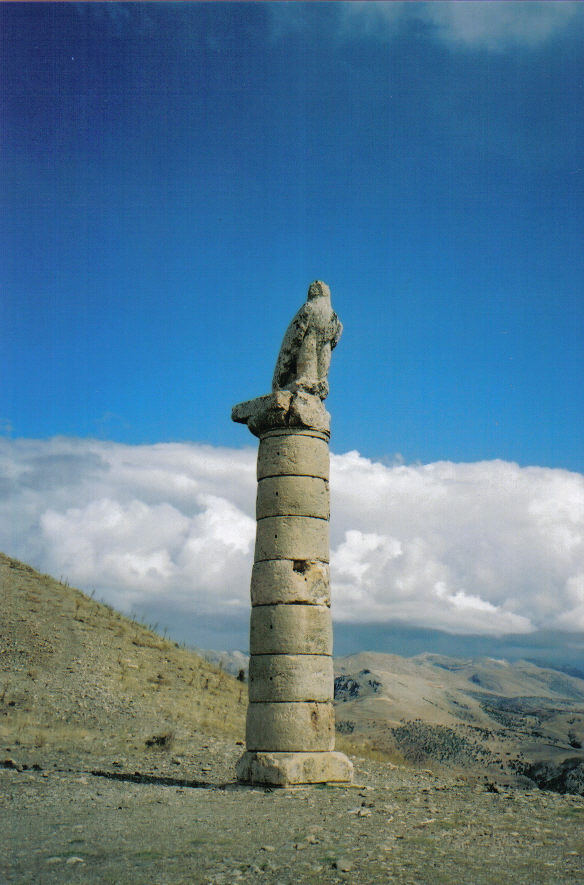
Monument w Nemrut Dağı

W roku 17 n.e., po śmierci Antiocha III Filokajsara, Tyberiusz zajął Kommagenę. W 38 r. Gajusz Juliusz Antioch IV Epifanes, jego syn, objął tron za sprawą Kaliguli. Władał do 72 r., kiedy to Wespazjan ostatecznie odsunął od władzy armeńską dynastię Orontydów. Jej pozostali przy życiu potomkowie wiedli dostatnie życie w Grecji, a pomnik jednego z nich, Gajusza Juliusza Antiocha Epifanesa Filopapposa, wciąż stoi w Atenach.
Kommagena słynie ze zbudowanego na rozkaz Antiocha Theosa na szczycie góry Nemrut Dağı (Nemrut Dağı, Góra Nemrut) sanktuarium-mauzoleum, w skład którego wchodzą gigantyczne, 9-metrowe posągi samego króla oraz bogów i herosów – Zeusa-Ormuzda, Herkulesa, Tyche, Apolla-Mitry. Posągi zostały zniszczone przez Rzymian i popadły w zapomnienie, by zostać odnalezionymi dopiero w XIX wieku. Obecnie znajdują się na liście Światowego Dziedzictwa UNESCO.
Lokalizacja samego grobu Antiocha pozostaje wciąż archeologiczną tajemnicą i choć niedawno odkryto podziemne komory w pobliżu mauzoleum, nie ma żadnej pewności, iż kryją one grób władcy.